# Hoya globulosa
Hoya globulosa är en oleanderväxtart som beskrevs av Joseph Dalton Hooker. Hoya globulosa ingår i släktet Hoya och familjen oleanderväxter. Inga underarter finns listade i Catalogue of Life.